# Ifex Technologies

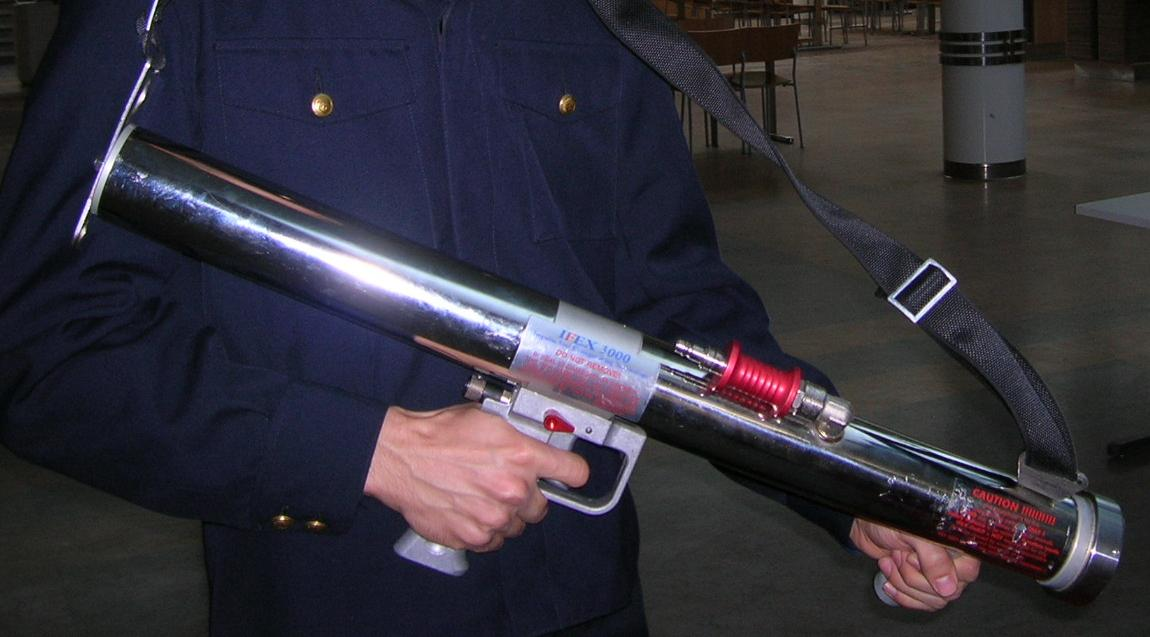
Un Ifex portable.

L'Ifex, ou Impulse fire extinguisher, inventé en 1994 par l'ingénieur Frans Steur, est une technologie nouvelle utilisée dans la lutte contre l'incendie. Utilisant une technologie par impulsions, l'Ifex projette un mélange d'air et d'eau sous pression à une très grande vitesse, ce qui le rend plus efficace que la lance d'incendie dans certains types de feux, comme ceux de pneus ou d'hydrocarbures.
L'Ifex 3000, l'outil principal de cette technologie, existe en 2 modèles différents : en fusil et en canon, mais pour chacun de ces modèles il existe plusieurs versions différentes.
Le fusil est assez petit pour être transporté et utilisé à la main. Un cylindre d'air comprimé et un d'eau sont fixés sur un cacolet(13l d'eau), ou sur un chariot (35l ou 55l d'eau). À chaque tir partent 1 litre d'eau et de l'air comprimé à une pression de sortie de 25 bar (unité) et une vitesse de 420 km/h à 720 km/h. L'efficacité est telle que moins de 10 litres d'eau peuvent suffire à éteindre une voiture en feu.
Le canon est un dispositif de plus grande envergure, destiné à être transporté et utilisé sur un véhicule ou sur une installation fixe. Un tir consomme 12l ou 18l d'eau.
L'Ifex 3000 pour aussi servir au contrôle des foules par la police lors de manifestations. Le système est déjà en service dans certains services de polices et de prisons du Royaume-Uni.